# Мануел Тейшейра Гоміш
Мануе́л Тейше́йра Го́міш (порт. Manuel Teixeira Gomes; 27 травня 1860, Портімау, Алгарве — 18 жовтня 1941, Беджая, Алжир) — португальський письменник і політик, 7-й президент Португалії з 6 жовтня 1923 по 11 грудня 1925 року.

## Біографія

### До проголошення Республіки
Мануел Тейшейра Гоміш народився 27 травня 1860 року в Портімау, що на той час відносилось до Алгарвського королівства, яке в свою чергу входило до складу Об'єднаного королівства Португалії і Алгарве.
Виховувався батьками лише до вступу у коледж у Портімау, у 10 років був відправлений до семінарії у Коїмбрі, але згодом почав вивчати медицину у Коїмбрському університеті, — курс, який ніколи так і не закінчив. Проти волі батька, відмовляється продовжувати навчання медицини і переїжджає до Лісабона, де знайомиться з низкою тогочасних португальських літераторів. Попри це, батько продовжує надавати фінансову підтримку Мануелові, який повністю присвячується літературі і мистецтву, і знайомиться з відомими майстрами: Колумбану Бордалу Піньєйру, Маркеш де Олівейра.
Згодом переїжджає до Порту, де починає співпрацювати з газетними і журнальними виданнями.
Після відновлення відносин з родиною, робить подорож Європою, Північною Африкою і Близьким Сходом, де комерціалізує вирощувану на батьківських плантаціях сільськогосподарську продукцію, зокрема сухі фрукти — інжир і маслину, одночасно розширюючи свій культурний світогляд від перебування в інших країнах.

### Після проголошення Республіки
Після проголошення Республіки був призначений на пост надзвичайного і повноважного посла Португалії в Англії, де 11 жовтня 1911 року вручає вірчі грамоти тодішньому королю Георгу V, в Лондоні — де перебувала королівська родина Португалії.
Обраний президентом Республіки від 6 серпня 1923 року, пробувши на цій посаді до 11 грудня 1925 року, коли подав у відставку в умовах великих політичних і соціальних потрясінь в країні. Після складення президентських повноважень присвятився виключно літературі, — що і стало офіційною версією відставки.
17 грудня того ж року на голландському кораблі «Зевс» добровільно залишає Португалію і прямує в Алжир, що на той час був французькою колонією. До самої смерті висловлював опозицію диктаторському режиму Салазара. Помер 18 жовтня 1941 року в Алжирському місті Беджая, його тіло було перевезене на батьківщину лише у жовтні 1950 року. Під час церемонії перепоховання у рідному Портімау, на якій були присутні обидві дочки Тейшейри Гоміша, зібралося багато маніфестантів, висловлюючи невдоволення режим Салазара, що у час диктатури було досить небезпечною та незвичною подією.
Офіційно одруженим не був, хоча проживав у фактичному шлюбі з Белмірою даш Невіш, від якої мав дві дочки.

## Цитата
|  | Ця політика далека від того, щоб прикрасити чи компенсувати мене, напевне через надлишок моєї чутливості, у цьому безславному жертвоприношенні. День за днем, бачу, як опадають як листя з уявної кришталевої посудини мої політичні ілюзії. Відчуваю можливо фізіологічну потребу повернутися до моїх переваг, до моїх дисциплін і книжок. Оригінальний текст (порт.) «A política longe de me oferecer encantos ou compensações converteu-se para mim, talvez por exagerada sensibilidade minha, num sacrifício inglório. Dia a dia, vejo desfolhar, de uma imaginária jarra de cristal, as minhas ilusões políticas. Sinto uma necessidade porventura fisiológica, de voltar às minhas preferências, às minhas cadeiras e aos meus livros.» |

## Літературний доробок (назви мовою оригіналу)
- Cartas sem Moral Nenhuma (1904)
- Agosto Azul (1904)
- Sabina Freire (1905)
- Desenhos e Anedotas de João de Deus (1907)
- Gente Singular (1909)
- Cartas a Columbano (1932)
- Novelas Eróticas (1935)
- Regressos (1935)
- Miscelânea (1937)
- Maria Adelaide (1938)
- Carnaval Literário (1938).